# Drabastrum alpestre
Drabastrum alpestre är en korsblommig växtart som först beskrevs av Ferdinand von Mueller, och fick sitt nu gällande namn av Otto Eugen Schulz. Drabastrum alpestre ingår i släktet Drabastrum och familjen korsblommiga växter. Inga underarter finns listade i Catalogue of Life.

## Bildgalleri

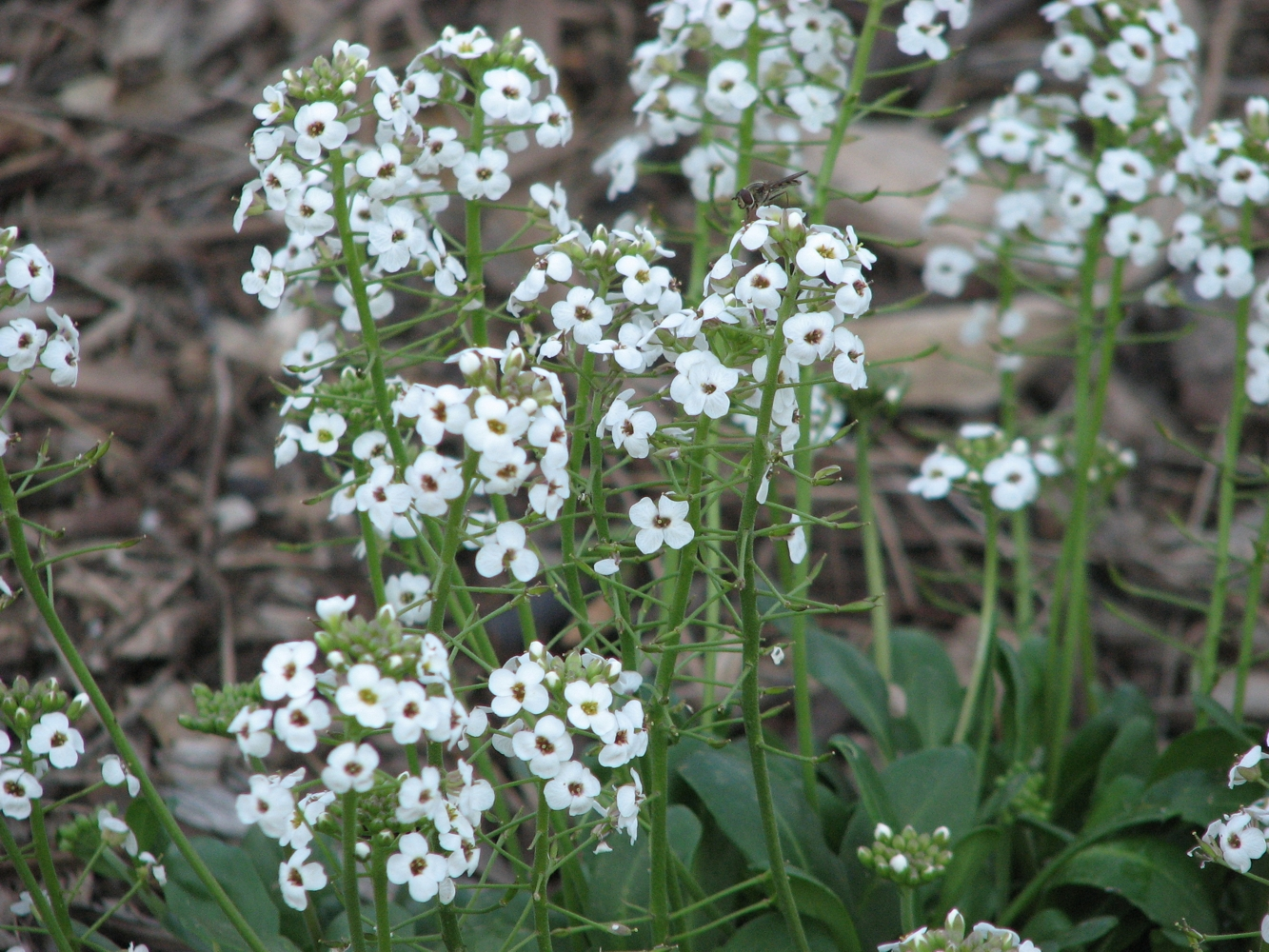